# ジャン＝ジュール＝アントワーヌ・ルコント・デュ・ヌイ
ジャン＝ジュール＝アントワーヌ・ルコント・デュ・ヌイ（Jean-Jules-Antoine Lecomte du Nouÿ 、1842年7月10日 - 1923年2月19日）はフランスの画家である。シャルル・グレールやジャン＝レオン・ジェロームに学び、ギリシャやエジプトを旅し「オリエンタリズム」の作品を描いた。

## 略歴
パリで生まれた。イタリアのピエモンテに出自を持つ貴族の家系で 、弟に建築家になったアンドレ・ルコント・デュ・ヌイ(André Lecomte du Nouÿ: 1844–1914)がいる。シャルル・グレールや エミール・シニョール、ジャン＝レオン・ジェロームに学んだ 。1863年のパリのサロンにデビューし、その後も毎年出展した。1865年にエジプトで活動していた画家、フェリックス・オーギュスト・クレマンとともにエジプトを旅した。この旅の後、オリエンタリズムのスタイルの作品を描くようになった。
24歳になった1866年のサロンで入賞し、1872年にローマ賞で2位になり、その年、作品が政府に買い上げられ、リュクサンブール美術館に収蔵された。1873年にはランス美術館、1874年にはトゥール美術館に作品が買い上げられた。1876年にレジオンドヌール勲章（シュヴァリエ）を受勲した。
1876年に有力な政治家、アドルフ・クレミューの孫娘と結婚し、その年、21歳で妻は亡くなったが、妻の家族の有力者との関係は続いた。1890年代になって、肖像画を描くようになり、ルーマニアに旅し、ブカレストで国王カロル1世や王妃エリサベタの肖像画を描いた。ブカレストに長く滞在した後、パリに戻り、パリで亡くなった。
2度目の結婚から生まれた息子のJacques Théodore Jules Lecomte du Nouÿ(1885-1981)は建築家、考古学者になった。

## 作品

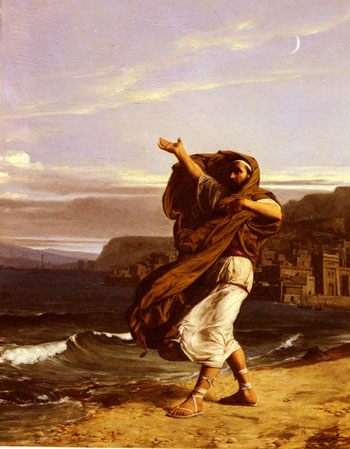
演説を練習するデモステネス (1870年) 個人蔵
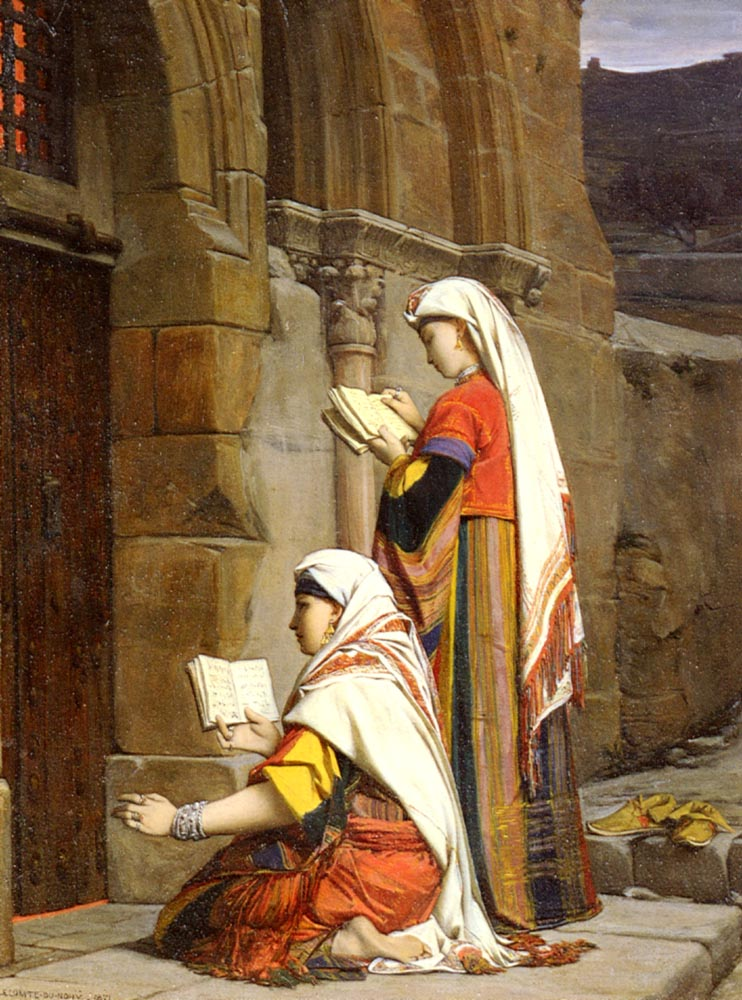
エルサレムの聖母の墓で (1871年) 個人蔵
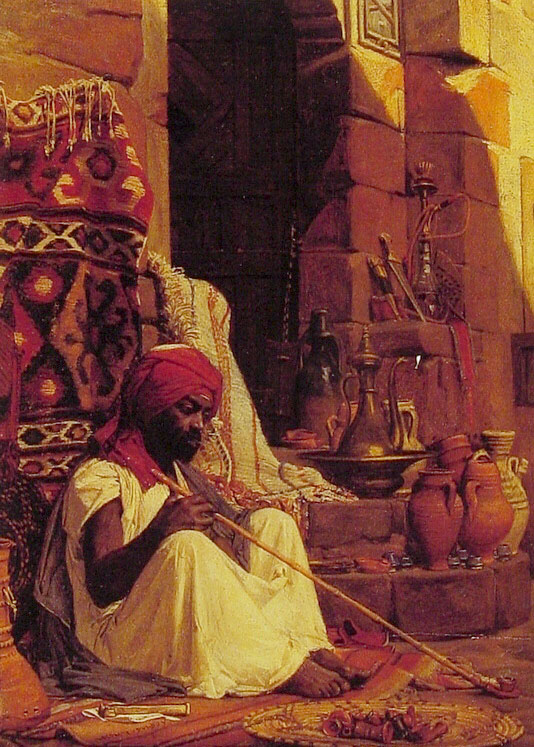
アヘン喫煙者 個人蔵
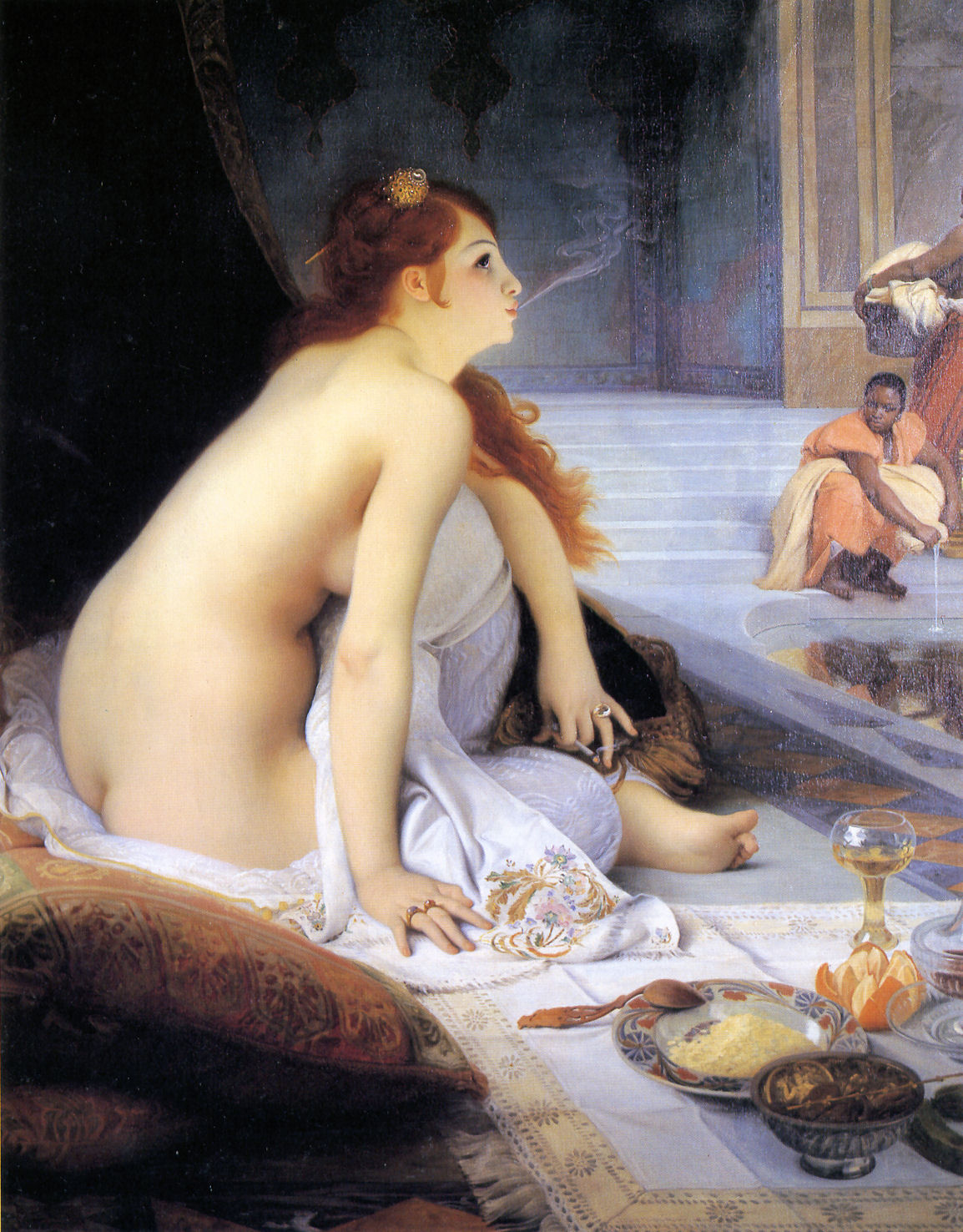
白人奴隷 (1888年) ナント美術館 蔵

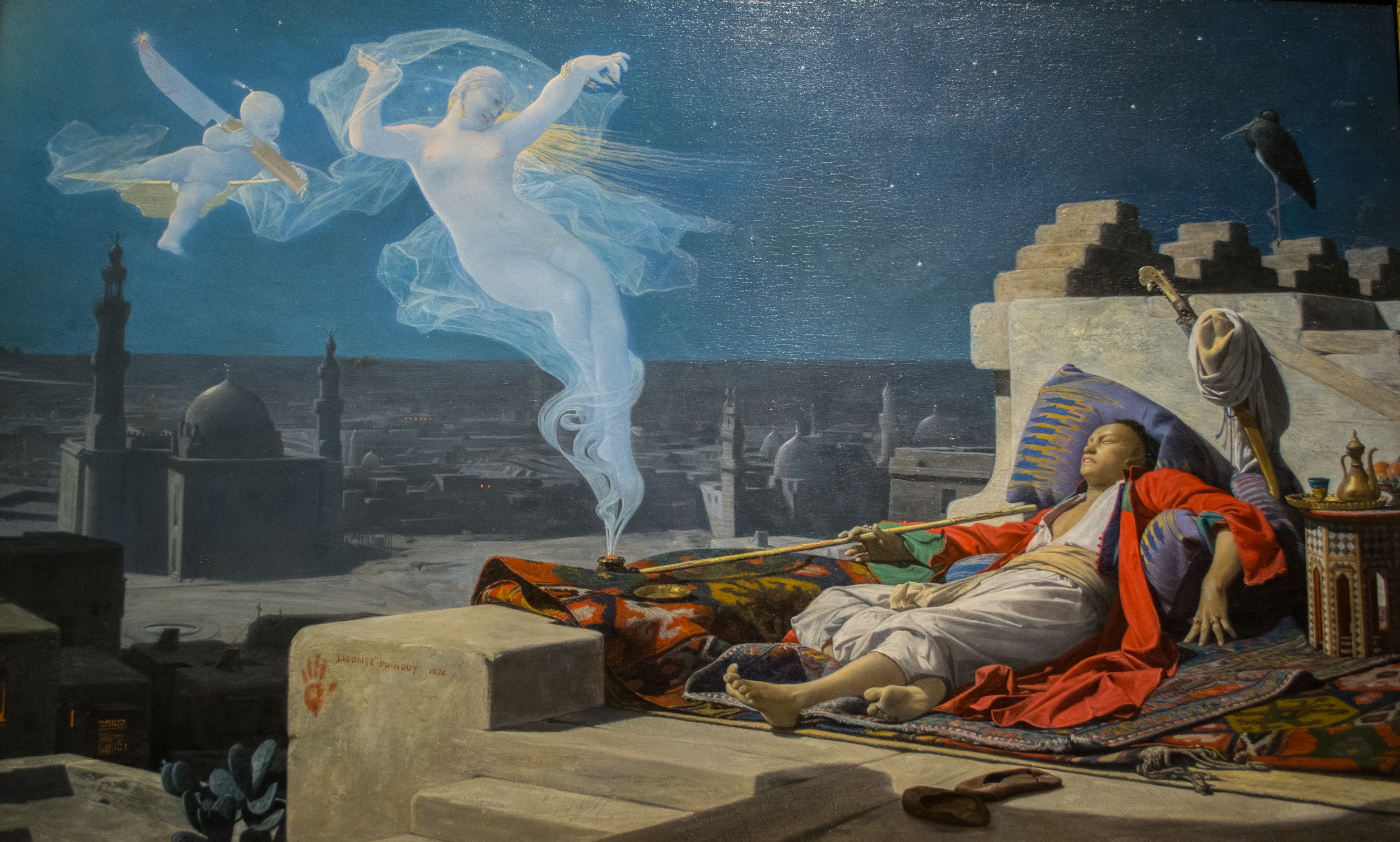
宦官の夢 (1874年) クリーブランド美術館 蔵
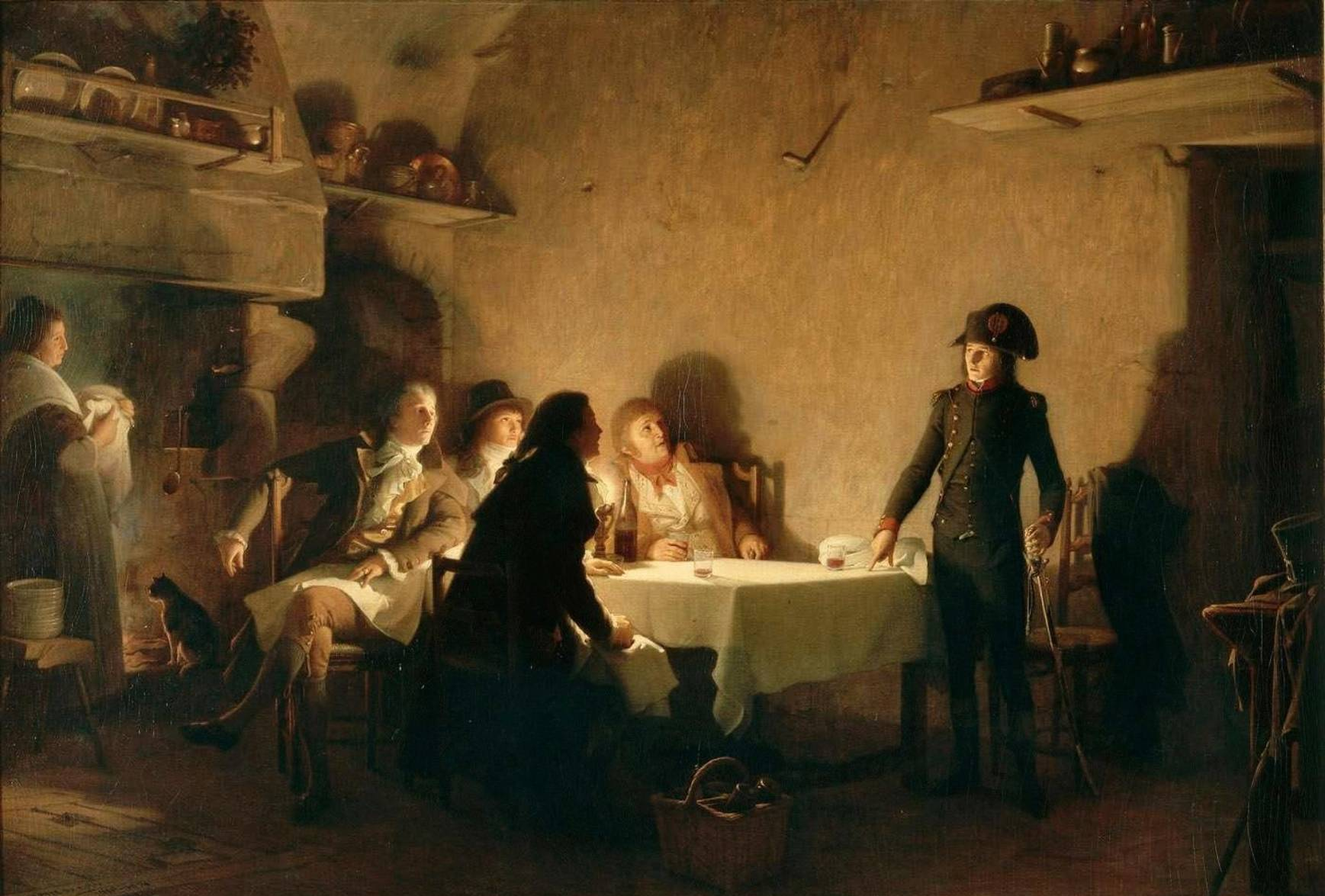
ボーケールの晩餐 (1888年) マルメゾン城美術館 蔵
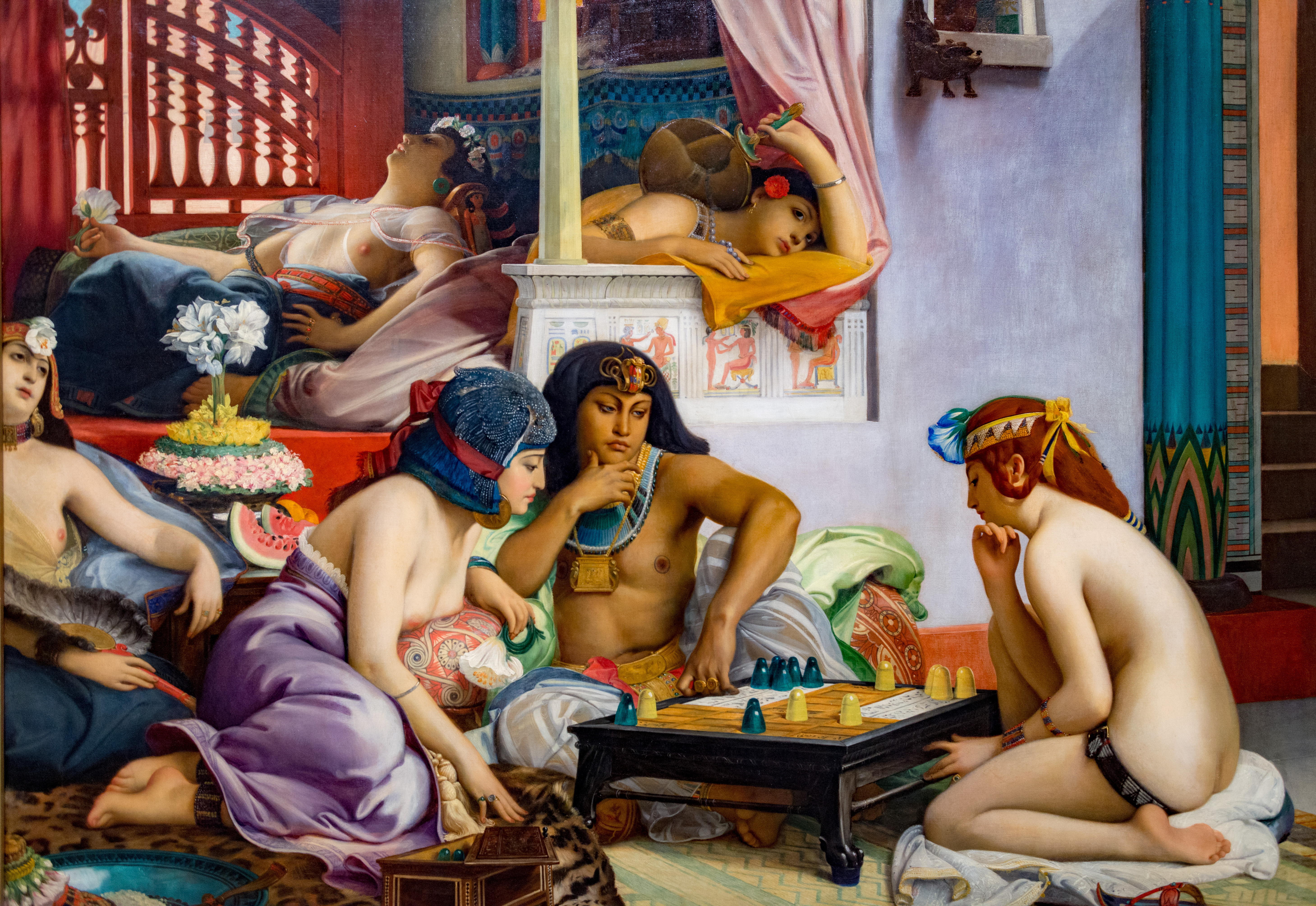
ハレムのファラオ オルセー美術館 蔵